# Ланёв, Фёдор Дмитриевич
Фёдор Дми́триевич Ланёв (1869 — ?) — член Государственной думы Российской империи II созыва от Олонецкой губернии.

## Биография
Крестьянин деревни Каршево Нигижемской волости Пудожского уезда в Олонецкой губернии, землевладелец. Окончил двухклассную сельскую школу.
6—8 февраля 1907 года был избран в Государственную думу Российской империи II созыва путём закрытой баллотировки шарами Олонецким губернским избирательным собранием, состоящим из 46 выборщиков. Другими депутатами от Олонецой губернии были избраны купец и лесопромышленник, выходец из крестьян села Ладва Петрозаводского уезда Матвей Михайлович Кирьянов и крестьянин Каргопольского уезда Николай Александрович Поташев. Во время думской сессии все они примкнули к фракции кадетов.